# Campionati mondiali di pentathlon moderno 1985
I campionati mondiali di pentathlon moderno 1985 si sono svolti a Melbourne, in Australia, dove si sono disputate le gare maschili individuali ed a squadre, ed a Montréal, in Canada, dove si sono disputate le gare femminili individuali ed a squadre.

## Risultati

### Maschili
| Evento      | Oro                                                             | Argento                                             | Bronzo                                              |
| Individuale | Attila Mizsér                                                   | Anatolij Starostin                                  | Igor' Švarc                                         |
| A squadre   | Unione Sovietica Anatolij Starostin Igor' Švarc Anatolij Avdeev | Ungheria József Demeter László Fábián Attila Mizsér | Italia Carlo Massullo Daniele Masala Cesare Toraldo |

### Femminili
| Evento      | Oro                                              | Argento                                                                | Bronzo                                                        |
| Individuale | Barbara Kotowska                                 | Irina Kiseleva                                                         | Anna Bojan                                                    |
| A squadre   | Polonia Barbara Kotowska Anna Bajan Dorota Nowak | Unione Sovietica Irina Kiseleva Tat'jana Černeckaja Svetlana Yakovleva | Svezia Anne Sundell-Ahlgren Maria Larsson Elisabeth Johansson |

## Medagliere
| Posizione | Paese            |   |   |   | Totale |
| --------- | ---------------- | - | - | - | ------ |
| 1         | Polonia          | 2 | 0 | 1 | 3      |
| 2         | Unione Sovietica | 1 | 3 | 1 | 5      |
| 3         | Ungheria         | 1 | 1 | 0 | 2      |
| 4         | Italia           | 0 | 0 | 1 | 1      |
| 4         | Svezia           | 0 | 0 | 1 | 1      |
| Totale    | Totale           | 4 | 4 | 4 | 12     |